# Cijena slobode
Cijena slobode je drugi studijski album pulsko-vodnjanskog metal sastava Popeye, objavljen 2009.
Album je objavljen čak 6 godina nakon njihovog prvijenca, albuma Domaći benzin, a promocija je održana 10. srpnja 2009. u pulskom klubu Uljanik. Producent albuma je Samir Kardibašić, bivši basist sastava Jinx i Headoneast. Na albumu gostuju jazz i world pjevačica Tamara Obrovac, na pjemi "Delaj, delaj", za koju je snimljen i spot, te Aleksandar Antić, pjevač i tekstopisac splitskog sastava The Beat Fleet. Pjesme se uglavnom bave socijalnim problemima, društvenim prilikama te malom konzervativnom sredinom. Primjerice, pjesma "EUrupa" govori o lošim stranama Europske unije, "Spas" o crkvi, "Ukljukani klokani", "Žmanjana dica", "3P" i "Mama" o drogama kao sastavnom djelu života, a posljednja "The End" o multietičnosti u njihovom matičnom mjestu, Vodnjanu.

## Popis pjesama
| 1.    | »Dobar dan«                                             | 4:34 |
| 2.    | »3P«                                                    | 4:01 |
| 3.    | »Boom Boom Shaka«                                       | 2:49 |
| 4.    | »Žmanjana dica«                                         | 2:04 |
| 5.    | »EUrupa«                                                | 3:51 |
| 6.    | »Spas«                                                  | 2:57 |
| 7.    | »Ukljukani klokani«                                     | 4:24 |
| 8.    | »Svjetska pušiona«                                      | 3:41 |
| 9.    | »Sitnice«                                               | 2:43 |
| 10.   | »Vrijeđam«                                              | 3:43 |
| 11.   | »Riba ribi grize rep« (sa Aleksandrom Antićem iz TBF-a) | 4:29 |
| 12.   | »Ki će meni ča«                                         | 2:40 |
| 13.   | »Zajebi«                                                | 3:24 |
| 14.   | »Mama«                                                  | 2:07 |
| 15.   | »Delaj, delaj« (sa Tamarom Obrovac)                     | 2:44 |
| 16.   | »Pobjednička«                                           | 4:24 |
| 17.   | »Sanjam«                                                | 3:25 |
| 18.   | »The End«                                               | 1:07 |
| 59:07 |                                                         |      |

## Vanjske poveznice
- Recenzija albuma na T-Portalu